# Ronald A. Parise
Ronald Anthony Parise dit Ron Parise est un astronaute américain né le 24 mai 1951 et décédé le 9 mai 2008 d'une tumeur au cerveau.

## Vols réalisés
Il réalise deux vols en tant que spécialiste de charge utile :
- 2 décembre 1990 : Columbia (STS-35)
- 25 juin 1992 : Endeavour (STS-67)